# 노르웨이의 숲 (소설)
《노르웨이의 숲》(일본어: ノルウェイの森 노루웨이노모리[*])은 일본의 소설가 무라카미 하루키의 장편 소설로서 1987년에 발표되었다. 무라카미 하루키의 대표작으로서 2009년에는 대한출판문화협회가 조사한 대한민국 사람이 가장 좋아하는 일본 소설로 뽑히기도 했다.
2010년에는 일본에서 소설을 원작으로 한 영화 《상실의 시대》가 제작되었다.

## 제목
소설 제목인 《노르웨이의 숲》은 비틀즈의 노래 "Norwegian Wood (This Bird Has Flown)"의 번역명(일본, 한국)에서 따왔으나, 이는 노르웨이산 원목 가구 혹은 목재가 원작자 무라카미 하루키에 의해 오역된 것으로 알려져 있다.

## 등장인물
나 - 와타나베 토오루(ワタナベトオル)
주인공. 도쿄의 사립 대학 문학부에 다니며, 기숙사(와케이쥬쿠)에 살고있다. 레코드 점에서 아르바이트를 하고있다.
기즈키(キズキ)
‘나’의 고교시절 동급생으로 유일한 친구이다. 나, 나오코와 함께 셋이서 자주 놀았다. 17세 때, 자택의 차고에서 N360의 배기가스로 자살한다.
나오코(直子)
기즈키의 소꿉친구이다. 도쿄의 대학에 입학한 후 ‘나’와 재회했지만, 정신병이 생겨 휴학하고 교토에 있는 요양시설 ‘아미료’에 들어간다.
돌격대(突撃隊)
‘주인공’이 사는 기숙사에서 같은 방을 쓰는 학생이다. 국립 대학에서 지리학을 전공하고 있다. 국토 지리원에 들어가 지도를 만들고 싶어 한다. 고지식하고 결벽증을 갖고있다. 갑자기 기숙사에서 나간다.
나가사와 선배(永沢さん)
‘주인공’이 사는 기숙사의 상급생. 도쿄 대학 법학부에 재학 중이다. 부모님은 나고야시에서 병원을 경영하고 있다. 머리가 매우 비상하고 공부도 잘하는터라 외교관 시험을 준비하고 있다.
하쓰미(ハツミさん)
나가사와 선배의 애인. 이쁘장한 얼굴은 아니지만, 남을 매료시키는 무언가를 가지고 있다.
고바야시 미도리(小林 緑))
‘나’와 같은 대학에서 같은 수업을 수강했다.
이시다 레이코(レイコさん)
‘아미료’에서 나오코와 같은 방을 쓰고 있다. 피아노 연주자가 되고 싶어했지만, 좌절하고 정신병원에 3번 입원한다. ‘아미료’에는 8년 차이고, 피아노를 가르치고 있다. 요코하마시에 헤어진 남편과 딸이 있다.

## 한국어 번역본
- 노병식 역, 《노르웨이의 숲》, 삼진기획, 1988년
- 유유정 역, 《상실의 시대》, 문학사상사, 1989년; 1997년, ISBN 8970120157
- 이미라 역, 《노르웨이의 숲》, 동하, 1993년
- 김난주 역, 《노르웨이의 숲》, 모음사, 1993년, ISBN 8971569085
- 김난주 역, 《노르웨이의 숲》, 한양출판, 1994년, ISBN 8985247972
- 허호 역, 《노르웨이의 숲》, 열림원, 1997년, ISBN 8970631410
- 임홍빈 역, 《노르웨이의 숲》, 문사미디어, 2008년, ISBN 9788978370158
- 양억관 역, 《노르웨이의 숲》, 민음사, 2013년, ISBN 9788937463105

## 관련 목록
- 상실의 시대 (2010년 영화)